# Basic and Applied Ecology
Basic and Applied Ecology (Basic Appl Ecol) ist eine begutachtete, internationale Fachzeitschrift für Ökologie.
Die Gesellschaft für Ökologie gibt die Zeitschrift heraus. Sie war als internationale Fachzeitschrift in Ergänzung zur Zeitschrift "Verhandlungen der Gesellschaft für Ökologie" gedacht. Letztere enthielt die Beiträge der Jahrestagung, welche in der Regel in Deutsch veröffentlicht wurden. Thematisch deckt sie alles zur Biodiversitäts- und Ökosystemforschung ab. Im Jahr 2022 wurde sie zu einer Open-Access-Zeitschrift. Der Impact Factor beträgt 3,4 und sie belegt Platz 81 von 706 Fachzeitschriften.
Von seiner Gründung 2000 bis 2023 war Teja Tscharntke Chefredakteur der Zeitschrift. Heute ist es Ingo Grass.